# Levensverrichting
Onder levensverrichtingen of levensfuncties vat men in de biologie een aantal kenmerkende biologische processen samen die gezamenlijk aangeven wanneer men spreekt van leven. Fysiologie is de wetenschap van de (normale) levensverrichtingen en -verschijnselen. Daarbij wordt iets als levend beschouwd als het alle of de meeste van deze levensfuncties heeft: homeostase, organisatie en structuur, metabolisme, groei en ontwikkeling, aanpassing, prikkelbaarheid, en voortplanting.
Homeostase is het vermogen van een organisme om het inwendig milieu constant te houden.
Leven vertoont organisatie en structuur als er is een verband tussen vorm (anatomie, histologie, morfologie) en functie (fysiologie, gedrag). De basale bouwstenen van het leven zijn cellen.
Metabolisme of stofwisseling is het geheel van biochemische processen die plaatsvinden in cellen en organismen ten behoeve van de activiteit, groei, voortplanting en instandhouding, en het opnemen van de benodigde energie. Energie wordt van de ene vorm in de andere vorm getransformeerd.
Groei en ontwikkeling is het proces van toename van grootte en complexiteit.
Er vinden aanpassingen plaats in structuren of gedrag, die de organismen beter in staat stellen te overleven of voor nageslacht te zorgen. Dit principe van adaptatie aan het milieu is fundamenteel voor de evolutie van populaties.
Prikkelbaarheid is het kunnen reageren op stimuli, op veranderingen in het uitwendige of inwendige milieu van het organisme.
Voortplanting of reproductie is het proces waarbij een organisme voor nakomelingen en voor het voortbestaan van de soort zorgt. Voor geslachtelijke voortplanting zijn twee individuen nodig. De nakomelingen hebben kenmerken van beide ouders in nieuwe combinaties. Bij ongeslachtelijke voortplanting is er slechts één ouder-individu, en zijn de nakomelingen kopieën van het ouder-individu.